# René Allenbach
René Jean Édouard Allenbach, né le 6 mars 1889 à Nanterre et mort le 28 mai 1958 à Dettwiller, est un graveur-aquafortiste français.

## Biographie
Il fait des études secondaires à Strasbourg puis entre en 1905 à l'école des arts décoratifs (1905-1910), où il est élève de Jordan, Camissar, et Daubner. Il fréquente en 1910-1911 l'Académie Royale de Leipzig, chez le graveur allemand Aloyse Kolb et y réalise trois gravures sur pierre : La vallée de la Zorn, Seekanzel am weissen See et L’Étang de Hanau. En 1912, il part à Munich sur les cours de l'Académie des arts du professeur Hahn puis revient à Strasbourg en 1913 où il installe son propre atelier. Il commence alors une carrière d'illustrateur et de graveur spécialisé en affichettes publicitaires (marques de bière, etc.) et accueille dans son atelier des peintres comme Lucien Hueber, Louis-Philippe Kamm, Jacques Gachot, Henri Solveen ou Charles Frantz.
En 1916, il est envoyé au front belge à Dixmude. Il fait alors de nombreux croquis des Flandres et pour le Louvre, réalise une eau-forte, Plaine d'Alsace.
Un des membres fondateurs de l'AIDA (Association Artistes Indépendants d'Alsace) (1920), il séjourne régulièrement à Saint-Tropez, en Suisse et à Cagnes-sur-Mer puis achète en 1932 une maison à Dettwiller qu'il transforme en mas provençal et dont il décore la terrasse d'une immense fresque.
En 1928, il devient professeur à l'école des Arts Décoratifs où il enseigne la gravure sur métaux et sur bois et dont il devient directeur en 1933 et expose en 1928 au Salon d'automne.
Il est inhumé à Dettwiller qui lui a décerné le 1er juillet 1945 le titre de citoyen d'honneur et dont une rue porte le nom.